# Lima (provins)
Provinsen Lima (Provincia Lima) omfattar huvudstaden Lima i republiken Peru Det är den enda provins som inte är del av något departement, men åtnjuter alla rättigheterna och motsvarande som departementen har.
Det är en speciell provins med huvudstaden och landets största storstadsområde. Municipalidad Metropolitana de Lima har befogenhet som lokal och regional styrelse. Enligt lag är den befriad från att ingå i något departement eller någon annan politisk-administrativ region.

## Historia
Provinsen Lima bildades 1821, när Peru organiserade sitt territorium i departement, provinser, distrikt och församlingar. På så sätt bildade provinsen en del av Limas departement, som sträckte sig över de nuvarande områdena Lima Provincia, Callao och Ica, dessutom de nuvarande provinserna Casma, Huarmey och Santa, vilka senare bildade departementet ’’La Costa’’ (Kusten).
Med tiden delades territoriet och var fortfarande fram till 1980-talet en provins med jurisdiktion som ett departement. Men det blev till sist nödvändigt att skilja provinsen från departementet på grund av den stora immigrationen från 1950. Detta beslut togs 2002 genom att ändra det regionala systemet, och delegera den regionala funktionerna till Municipalidad Metropolitana de Lima.

## Geografi
Provinsen Lima består till största delen av ett kustområde med några inslag av bergskedjan Anderna. Genom provinsen rinner floderna (räknat från norr till söder) Chillón, Rimac och Lurin. Provinsen Lima har en utsträckning av 2.664,67 km².
Genom den okontrollerade urbana tillväxten, har provinsen fått sin landsbygdsarea drastiskt reducerad, framför alla i senare hälften av 1900-talet. Trots detta, finns det fortfarande betydande jordbruksområden som ligger mellan staden och öknen.
Provinsen Lima består av 43 distrikt (postkod Lima x inom parentes):
1. Centrala Lima (1)
2. Ancón (2)
3. Ate (3)
4. Barranco (4)
5. Breña (5)
6. Carabayllo (6)
7. Chaclacayo (8)
8. Chorrillos (9)
9. Cieneguilla (40)
10. Comas (7)
11. El Agustino (10)
12. Independencia (28)
13. Jesús María (11)
14. La Molina (12)
15. La Victoria (13)
16. Lince (14)
17. Los Olivos (39)
18. Lurigancho (15)
19. Lurin (16)
20. Magdalena del Mar (17)
21. Miraflores (18)
22. Pachacámac (19)
23. Pucusana (20)
24. Pueblo Libre (21)
25. Puente Piedra (22)
26. Punta Hermosa (24)
27. Punta Negra (23)
28. Rímac (25)
29. San Bartolo (26)
30. San Borja (41)
31. San Isidro (27)
32. San Juan de Lurigancho (15)
33. San Juan de Miraflores (29)
34. San Luis (30)
35. San Martín de Porres (31)
36. San Miguel (32)
37. Santa Anita (43)
38. Santa María del Mar (37)
39. Santa Rosa (38)
40. Santiago de Surco (33)
41. Surquillo (34)
42. Villa El Salvador (42)
43. Villa María del Triunfo (35)

### Mindre tätorter
Lima Metropolitana räknar bara en mindre tätort, vars namn är Santa María de Huachipa. Den ligger i västra delen av Lurigancho-distriktet.